# Alexandr Pliuschin
Alexandr Pliuschin est un coureur cycliste moldave, né le 13 janvier 1987 à Chișinău, professionnel entre 2008 et 2015.

## Biographie

### Années amateurs
À 10 ans, Alexandr Pliuschin commence le vélo par le VTT, puis s'initie au cyclisme sur route deux ans plus tard. En 2003, il gagne une course par étapes en Ukraine et est ensuite contacté par le Centre mondial du cyclisme à Aigle en Suisse. Il y reste deux ans et remporte notamment la Classique des Alpes juniors. Il rejoint ensuite les rangs du Chambéry CF, la réserve d'AG2R La Mondiale. En 2007, il gagne le Tour des Flandres espoirs. 

### Carrière professionnelle
En 2008, il devient professionnel chez AG2R La Mondiale. Il y passe deux années sans résultat satisfaisant. En 2010, il rejoint l'équipe russe Katusha. Résigné à n'avoir qu'un rôle de coéquipier, il envisage alors une carrière cycliste courte. Il remporte pour la deuxième fois de sa carrière le championnat de Moldavie sur route et porte à nouveau les couleurs de son pays durant toute la saison. Il est retenu par son équipe afin de participer au Tour de France. Il est ainsi le premier coureur moldave à y participer, et retrouve davantage de motivation. En 2011, il remporte le championnat de Moldavie sur route pour la troisième fois en quatre ans.
Pour la saison 2012, il quitte l'équipe russe pour la nouvelle équipe continentale luxembourgeoise Leopard-Trek Continental qui est la réserve de l'équipe World Tour RadioShack-Nissan. Étant le plus âgé de cette équipe, il est désigné leader. Il renoue avec des résultats avec des podiums finaux lors du Tour Alsace, des Boucles de la Mayenne et du Tour de Normandie. En plus de remporter pour la quatrième fois le titre national sur route, il obtient des places d'honneur sur le Duo normand, le Triptyque des Monts et Châteaux et la Flèche du Sud.
Malgré cette bonne saison au sein de l'équipe luxembourgeoise, il est annoncé en octobre 2012 comme futur coureur de la nouvelle équipe continentale professionnelle suisse IAM.
Sa saison 2013 est très décevante, sa meilleure place est 22e lors du contre-la-montre du Tour d'Autriche. Ainsi, il n'est pas conservé par IAM. 
Il s'engage pour la saison 2014 dans l'équipe des Émirats arabes unis : Skydive Dubai. Avec sa nouvelle formation il s'impose lors de la Melaka Governor Cup.
Fin 2014 il change une nouvelle fois d'employeur et signe un contrat avec l'équipe continentale Synergy Baku Project. En février 2015, il est suspendu par son équipe Synergy Baku en raison d'un contrôle positif au salbutamol. Le test positif a lieu lors du Sharjah International Cycling Tour en novembre 2014, une course où il a remporté le général et deux étapes. L'UCI le suspend pour neuf mois et lui retire ses victoires.

## Palmarès sur route

### Par années
| - 2004 - Champion de Moldavie sur route juniors - Champion de Moldavie du contre-la-montre juniors - Sierre-Loye - 1re étape du Tour du Pays de Vaud - 3e du Tour du Pays de Vaud - 6e du championnat du monde du contre-la-montre juniors - 2005 - Sierre-Loye - Le Locle-Sommartel - Grand Prix de Lausanne - Prologue et 6e étape du Tour de Nouvelle-Calédonie - Classique des Alpes juniors - Giro del Mendrisiotto juniors - 2e du championnat du monde du contre-la-montre juniors - 2e du Tour de Toscane juniors - 3e du Tour de Nouvelle-Calédonie - 2006 - Grand Prix de Châteaudun - 1re épreuve du Maillot des Jeunes Léopards - Circuit du Mené : - Classement général - 1re étape (contre-la-montre) - Giron du Rhône - Grand Prix Oberes Fricktal - 2e du Tour Alsace - 3e du Circuit des Communes de la Vallée du Bédat | - 2007 - Tour des Flandres espoirs - 3e étape du Grand Prix Guillaume Tell - Dijon-Auxonne-Dijon - 2e du Circuit des Communes de la Vallée du Bédat - 3e du Tour du Chablais - Médaillé de bronze du championnat du monde sur route "B" - 8e du championnat du monde du contre-la-montre espoirs - 2008 - Champion de Moldavie sur route - 2010 - Champion de Moldavie sur route - Duo normand (avec Artem Ovechkin) - 2011 - Champion de Moldavie sur route - 2012 - Champion de Moldavie sur route - 2e du Tour Alsace - 3e du Tour de Normandie - 3e des Boucles de la Mayenne - 2014 - Melaka Governor Cup - Sharjah International Cycling Tour : - Classement général - 1re et 3e étapes |  |

### Résultats sur les grands tours

#### Tour de France
1 participation 
- 2010 : 108e

### Classements mondiaux
| Année           | 2007 | 2008 | 2009 | 2010 | 2011 | 2012 | 2013 | 2014 |
| --------------- | ---- | ---- | ---- | ---- | ---- | ---- | ---- | ---- |
| UCI Asia Tour   |      |      |      |      |      |      |      | 24e  |
| UCI Europe Tour | 347e |      |      |      |      | 89e  |      |      |

## Palmarès sur piste

### Jeux olympiques
- Pékin 2008
  - 17e de la poursuite

### Championnats du monde "B"
- 2007
  -  Champion du monde de poursuite "B"
  - 5e de la course aux points

### Championnats du monde juniors
- 2004
  -  Médaillé de bronze du scratch juniors

### Championnats d'Europe
- Fiorenzuola d'Arda 2005
  -  Champion d'Europe de poursuite juniors
- Cottbus 2007
  -  Médaillé d'argent de la poursuite espoirs
- Minsk 2009
  -  Médaillé d'argent de la poursuite espoirs
  -  Médaillé d'argent de la course aux points espoirs